# Канг Јувеј
Канг Јувеј (Нанхаи, 19. март 1858 – Ћингдао, 31. март 1927) је био један од најзначајнијих кинеских мислилаца и реформатора прве половине XX века и реформатор у Кини из позне династије Ћинг. Његова све већа блискост и утицај на младог цара Гуангсју изазвала је сукоб између цара и његове усвојитељице, царице реганта Цики. Његове идеје су биле утицајне у неуспешној Стодневној реформи. Након Цикијевог преврата који је окончао реформу, Канг је био приморан да побегне. Наставио је да се залаже за кинеску уставну монархију након оснивања Републике Кине.

## Младост
Канг је рођен 19. марта 1858. у селу Су, град Данзао, округ Нанхај, провинција Гуангдунг (данас округ Нанхај града Фошан). Према његовој аутобиографији, његова интелектуална надареност током његовог детињства препознао ујак. Као резултат тога, у раној младости, породица га је послала да проучава конфучијанске класике и да положи испите за кинеску државну службу. Међутим, као тинејџер, био је незадовољан школским системом свог времена, посебно његовим нагласком на припремању осмократних есеја, који су представљали вештачке литерарне вежбе потребне као део испита.
Учење за испите је била изузетно ригорозна активност, тако да се бавио будистичком медитацијом као обликом опуштања, неуобичајеном лежерном активношћу за једног кинеског учењака његовог времена. Током једне од ових медитација имао је мистичну визију која је постала тема његовог интелектуалног трагања током његовог живота. Верујући да је могуће прочитати сваку књигу и „постати мудрац”, кренуо је у квазимесијанску потрагу за спасавањем човечанства.

## Биографија
Канг је позвао на крај својине и породице у интересу идеализоване будуће космополитске утопије и навео Конфучија као пример реформатора, а не као реакционара, као што су чинили многи његови савременици. О овој другој идеји се детаљно говори у његовом делу Студија о Конфучију као реформатору институција. Он је тврдио, да би поткрепио своје тврдње да су поново откривене верзије конфучијанских класика биле кривотворене, као што је детаљно обрадио у Студији фалсификованих класика из син периода.
Године 1879, Канг је отпутовао у Хонгконг и био је шокиран тамошњим просперитетом, што је покренуло његово интересовање за западну културу и размишљања. Године 1882, Канг је отишао у Пекинг да полаже царски испит. Када се враћао кући, купио је многе западњачке књиге и почео да развија своју идеологију засновану на тим списима. Био је под утицајем протестантског хришћанства у његовој потрази за реформама.
Канг је 1883. основао Друштво против везивања стопала у близини Кантона.
Канг Јувеј је покренуо Друштво за проучавање националног јачања (Чангкуе хуеј) у Пекингу. То је прва политичка група коју су основали реформисти у Кини. Преко њега се Канг упознао са генералним гувернером Џанг Џидонгом и добио његову финансијску подршку за инаугурацију листа Друштва за проучавање националног јачања (Чангкуе бао) јануара 1896. Истог месеца, друштво је распуштено и лист је морао да престане да излази.
Канг је снажно веровао у уставну монархију и желео је да преуреди земљу по узору на Меиџи Јапан. Ове идеје су разљутиле његове колеге из научне класе који су га сматрали јеретиком.
Године 1895, Кина је поражена од Јапана у Првом кинеско-јапанском рату. У знак протеста против Споразума из Шимоносекија, Канг Јувеј, Љанг Ћичао и преко 600 кандидата за грађански испит потписали су петицију цару Гуангсју, што је у историји познато као покрет Гунгче Шангшу. Овај покрет се узима као знак појаве реформиста и почетак кинеских масовних политичких покрета.
Канг и његов истакнути ученик, Љанг Ћичао, били су важни учесници кампање за модернизацију Кине сада познате као Стодневна реформа. Реформе су увеле радикалне промене у кинеску владу. Удовица царица Циси је извршила државни удар који је ставио тачку на реформе, ставио цара Гуангсју у кућни притвор, и наређено је Кангово хапшење и погубљење на основу тога што је покушао да изврши атентат на њу. Канг је побегао из земље, али је такође организовао Друштво заштите цара које је промовисало ствар цара Гуангсју, углавном у заједницама кинеске дијаспоре, и заговарало уклањање Циси. Канг се ослањао на свог главног америчког војног саветника, генерала Хомера Леа, да предводи војни огранак Друштва заштите цара. Канг је путовао широм света да промовише своје идеје. Он се такмичио са револуционарним вођом Суен Јат-сеном, Друштвом за оживљавање Кине и Револуционарним савезом за средства и следбенике међу Кинезима у иностранству.
Канг је два пута посетио Индију, прво 1901–1903, а затим поново у октобру 1909, делом да би проучавао Индију, коју је сматрао упоредивом са Кином. Иако су његове информације о индијској историји изведене од енглеских аутора, приметио је да је тешко стање Индије као колонизоване земље последица нејединства између различитих региона Индије.
Синхајска револуција довела је до абдикације династије Ћинг и успостављања републике под Сун Јат-сеном 1912.
Неки су се залагали да се за цара постави Хан, било потомак Конфучија, који је био војвода Јаншенг, што је Канг накратко подржао пре него што је одустао од идеје и вратио се идеји о Ћингу монарх, или потомку царске породице из династије Минг, маркизу проширене милости.